# Vetus capillacea
Vetus capillacea är en rundmaskart. Vetus capillacea ingår i släktet Vetus och familjen Mermithidae. Inga underarter finns listade i Catalogue of Life.